# 이혜빈
이혜빈(1985년 11월 13일 ~ )은 대한민국의 전 가수이자 모델이다.

## 학력
- 동덕여자대학교 모델학과

## 경력
- 2003년 : 멤버 할리데이 전속 모델
- 2003년 : 서울콜렉션 지춘희 디자이너 패션쇼 모델
- 2010년 : 그룹 나인뮤지스 멤버